# 甲子園競輪場
甲子園競輪場（こうしえんけいりんじょう）は、兵庫県西宮市南甲子園にかつて存在した競輪場である。競輪開催のために造られた施設だが、極めて短期間ながらオートレースが開催された時期もあった。跡地は住宅地となった。

## 概要
西宮市などが中心となり、前年阪急西宮球場に特設した競輪バンクで開催した西宮競輪場に次ぐ兵庫県二番目の競輪場として、日本競輪株式会社（甲子園土地企業株式会社の前身）が約5千万円をかけて武庫郡鳴尾村（当時）に「鳴尾競輪場」として建設したのが始まり。後に1951年1月より「甲子園競輪場」に改称され、晩年に至る。
施設の管理は甲子園土地企業（元大証二部上場企業。現在は解散）が行い、施行者である兵庫県市町競輪事務組合が施設を借用する形で開催していた。
日本競輪選手会兵庫支部（基本的に登録地を兵庫県としている）所属選手の多くが当地をホームバンクとしていた（このほか、一部に明石競技場をホームバンクとしていた選手もいた）が、中には大阪支部（登録地が大阪府）所属ながら当地をホームバンクとしていた選手も少なからずいた。
しかし、競輪事務組合は赤字を理由に2002年3月に甲子園競輪を廃止し、施設保有者の甲子園土地企業は解散に追い込まれた。同社は、それまでの多額の設備投資をしたことへの賠償を求めて裁判を起こしたが勝訴に至らず、2009年に清算結了した。
- 甲子園土地企業は競輪場東側に自動車学校を併設して運営も行っており、競輪開催日はこの自動車学校内の敷地も有料駐車場として開放したほか[注釈 4]、阪神甲子園球場でのプロ野球、高校野球などイベント開催日にも有料駐車場として開放していた（料金は1日1台1000円）。最終的に、自動車学校も競輪場閉鎖と同時に閉鎖することになった。

開設当初は周長500mのバンク・8車立てで、スタンドも粗末なものであったが、1956年8月に鉄筋コンクリート造のスタンドが完成、その後1964年秋に9車立て・色付きアスファルトの周長400mのバンクに改修され、晩年まで使用された（後述）。
- 400mバンクとしての最大カントは28°-00′-33″であった。

競輪開催日の入場料は1人50円（場外発売日は無料）。場内の特別観覧席の入場料は、改築された北側（バックスタンド）が1人1500円（場外発売日は1000円）、南側（ゴール前）は改築されず古いまま残されていたため1人1000円（場外発売日は閉鎖）であった。
- 冬季には入場者に使い捨てカイロが配布された。このほか、時に先着入場者にタオルなど粗品を進呈したり、開設記念競輪などでは先着入場者におたのしみくじを配布して抽選で景品をプレゼントしていた。
- 寒さ対策で、冬季のみ北側バックスタンド1階に防風壁を設置して発売窓口の周辺を保温していた。

開設記念競輪（現在のGIII）として甲子園ゴールデン杯が開催されていた。
投票が機械化されてからは、オッズ表示は場内でのモニターでなされていたが、締切5分前でオッズ表示を終了していた（晩年は締切直前まで表示）。また、投票に関しては、基本的にお釣りは出さなかったため、両替機などであらかじめ両替の上、窓口でちょうどの金額を支払うようになっていた（晩年はお釣りを出した）。
- 発売窓口では直前のレースのみの発売で、前売に関しては専用窓口（北側スタンド1階西側）で対応していたが、晩年は全窓口で全レースを買えるようにしていた（ただしレース発走中は発売休止）。
- 甲子園競輪場では早朝前売発売は実施せず、甲子園競輪開催日（甲子園競輪場での場外発売日も含む）の早朝前売は西宮競輪場の専用窓口[注釈 6]で7時30分から11時25分の間で発売していた。
- 単勝・複勝は3コーナーにあった西側スタンド下の専用窓口でのみ対応した。ただ、売り上げはごくわずかだったこともあり、車番連勝式車券の導入時にともに発売自体が廃止された。

投票窓口は有人であったが、払戻窓口は晩年自動化された。なお、非開催日の払い戻しは西宮競輪場で行っていた。
アストロビジョンを活用した大型映像装置があった西宮競輪場とは異なり、最後まで場内に大型映像装置が設置されることはなく、電光掲示板のみであった。ただ、1999年の第42回オールスター競輪開催期間中に限り、2コーナーと4コーナーの2ヵ所（バンクの外側）に大型映像装置が臨時で設置された。
予想専門紙は、「競輪ダービー」と「競輪研究」が販売されていた（晩年は1部410円）。ここ甲子園競輪場と西宮競輪場での特徴として、立ち売りの女性販売員が新品とは別に、早々と帰る客から1部50円程度で買い取り、それを150〜200円で「中古」としてよく販売していた。
マスコットキャラクターは、兎を擬人化した「キックル君」（甲子園の頭文字Kから）であった。ちなみに、西宮競輪場のマスコットキャラクターは、キックル君を反転させややデザインを変えた「ニックル君」（西宮の頭文字Nから）であった。
1990年代のレース実況は、西宮競輪場と同一で主に中川建治（2022年時点ではいわき平競輪場で担当）が担当した。
競輪選手用の宿舎には、天然温泉を引いた入浴施設が存在した。
非開催日には有料駐車場としての開放以外に、1990年代後半まで、以下のような形で施設を一般開放し有効活用していた。
- バンク内の池を埋め立てた跡地に、1957年12月に「甲子園倶楽部」という名のゴルフ練習場が開設された[3]。
- バンク内の芝生を活用したパターゴルフ場[4]（1ラウンド800円、1992年 - ）。
- 地下の検車場のスペースを活用した卓球場（1時間50円）。
- 敷地の一角にあったテニスコートの開放（1時間200円）。

なお、午前中は競輪選手が練習に使用するため、基本的に午後からの営業であった。

### アクセス
甲子園駅から徒歩10分程度の距離であり、駅との往復は徒歩の人も多かったが、1973年7月から廃止まで、開催日には甲子園駅から阪神電鉄バスによる無料送迎バスが運行されていた。また、レース終了直後の夕方には阪神電鉄が甲子園駅に特急を臨時停車（当時の特急は休日は夕方以降、平日は夜間のみ甲子園駅に停車）させて利用客の便宜を図っていた。
かつては尼崎市交通局のバス路線が、1986年の路線改編前まで甲子園競輪場前に乗り入れていた。また、甲子園競輪場の廃止に伴い、兵庫県道342号甲子園六湛寺線（臨港線）上にあった「競輪場前」バス停は「南甲子園一丁目」に改称された。

## 前史
日本には1939年の大宮双輪場開設まで専用競走路を持った自転車競技場は存在しておらず、運動場を陸上競技等と共用していた。南甲子園に所在していた甲子園南運動場も陸上競技とフットボールを兼用する競技場であったが、戦前の自転車競技界では全日本選手権他ビッグイベントの大半が行われる聖地と位置付けられていた。
当時の競走路は陸上競技と共用する周長500mのトラックであり、カントはない。1940年に皇紀2600年を迎えたことを記念し、阪神電気鉄道により陸上競技用トラックの外側に、表面をコンクリートで固めたバンクも備わった幅員6m、周長600mの自転車競技用トラックが設置されたが、太平洋戦争中に川西航空機鳴尾工場の飛行場建設のため、用地が軍に接収され、その幕を閉じた。
ただし、設置されていたのは後の甲子園競輪場から南南東へ約400mの位置（鳴尾競馬場の西隣にあった）であり設置者も異なり、直接の関係はない。現在はUR浜甲子園団地となっている。

## 歴史・年表
戦後、小倉競輪場や大阪競輪場での競輪開催が大成功したことを受けて、兵庫県下でも新たに競輪場が建設されることになった。
甲子園競輪場があった場所は、戦前は阪神電鉄が所有した、アンツーカーのテニスコート100余面を有し世界一の規模を誇った大スポーツセンターであった。1949年6月、その地に池を掘り、余った土砂で地揚げして500mバンクが作られ、鳴尾競輪場として開設。そのため、開設当初のバンクには池があり、さらに池の中央の小さな島にはお稲荷様のお社があり、朱塗りの橋の欄干が水面に映えていた。なお、池は400mバンクに改修された際に埋め立てられ廃止されている。
1949年6月28日に兵庫県営第1回鳴尾競輪が開催され、ここに甲子園競輪場の歴史が刻まれていくこととなる。開設当初の入場料は20円であった。
競輪創成期は観客が競輪の競技特性をよく理解していなかったことや、実力不足の選手も多く見られたことから全国各地の競輪場で暴動や騒乱事件が発生していたが、この甲子園競輪場でも、鳴尾競輪場時代の1950年9月9日、競輪史に最大の汚点を残した鳴尾事件が発生。それまで「キョウリン」と呼ばれていた競輪が、この鳴尾事件以後、「恐輪」とか「狂輪」と揶揄されるようになったため「ケイリン」と呼び改められるようになったきっかけを作った事件でもあった。
- 甲子園競輪場内に設けられていた資料コーナーにも、鳴尾競輪の開催告知で「きょうりん」とふりがなを付けていた新聞のコピーのパネルが貼られていた。

その後、鳴尾事件を受けて競輪は暫く開催を（全国的に）休止し、鳴尾競輪場も当然に廃止は必至と言われたが、1951年1月に甲子園競輪場と名称を改めることで決着、のちレースを再開することとなる。
- 1952年 - NHK大阪放送局が全国初のラジオ中継を実施。当時、審判塔の上に放送席を設けて中継を行った[3]。
- 1953年3月17日 - オートレースが初開催される（その後オートレースは1955年3月26日をもって廃止[8]）。
- 1956年8月7日 - 特別観覧席が焼失。
- 1964年10月 - バンクを改修。3・4コーナーをゴール前に寄せて400mバンクとなる。
- 1965年7月 - 西側スタンドを新築。
- 1967年8月 - 東側スタンドを新築。
- 1968年1月 - 南側スタンドを新築。
- 1969年8月 - 特別競輪「全国都道府県選抜競輪」が開催直前で中止となる。
- 1969年10月 - 西宮市立東甲子園小学校のPTAが、校庭を競輪場の駐車場として利用することに反対して児童の登校を停止させる[9]。
- 1973年7月 - 阪神甲子園駅との間で無料送迎バスを運行開始。
- 1976年4月 - 入場料が50円に値上げされる。
- 1981年 - 車券のコイン専用自動券売機が登場。ただ後に投票が機械化されたことで、これは後に撤去される。
- 1984年5月 - 国際競輪を開催。
- 1985年 - 開設記念競輪（現在のGIIIレース）を初めて開催。
- 1985年12月 - マスコットキャラクター「キックル君」誕生。
- 1986年12月 - 西日本初の電話投票が西宮競輪場とともに始まる。
- 1989年6月 - 電光決定表示盤を設置。
- 1991年3月 - 投票の機械化。マルチユニット方式となる。
- 1991年4月 - 北側スタンドを改築、オープン。
- 1992年4月 - 北側スタンドにロイヤルルームがオープン。
- 1995年1月17日 - 阪神・淡路大震災発生。この影響でバンク内にひびが入るなどの被害を受け、同年3月末まで開催が休止される。

（時期不明）西宮競輪とともに、投票用マークカードを導入。当時は単勝式・複勝式・枠番連勝式のみであった。
- 1996年5月 - 車番連勝式車券の発売を開始。
- 1999年9月23日 - 9月29日 - 開設以来初めての特別競輪（現在のGI）「第42回オールスター競輪」を開催。本来は9月28日が決勝戦（当時は6日間開催）であったが、台風直撃による開催休止があり（9月24日）、1日順延となった。これを機に5月には選手宿舎「甲子園サイクル会館」も竣工していた[10]。

だが、競輪の収益は全国的に1990年代中盤から頭打ちとなり、甲子園競輪も西宮競輪ともども年々減少の一途となり、ついに収支が赤字転落の危機を迎えた。古くは1985年ごろから収支改善のため、西宮市が独自に競輪事業のあり方を調査研究するプロジェクトチームを発足させ、特別競輪の誘致や日本自転車振興会などに納める交付金制度見直しの国への働き掛け、人件費削減などを柱とする提言をとりまとめたこともあり、1990年代に入ってから西日本初の電話投票による車券発売や、近畿で初めてマークシート方式による車券投票制度の導入、特別競輪であるオールスター競輪の誘致など、ファンの新規獲得や収支改善にも努めたがそれでも好転しなかった。このほか、西宮競輪場ではバックスクリーンのアストロビジョンを取り壊し、それまでなかった特別観覧席の新設も行った。
特に、廃止に向けて舵を切った決定打が、オールスター競輪の開催であった。1999年の第42回オールスター競輪自体は大成功で、総売上額367億3250万9100円（これはオールスター競輪でも歴代5位の売上額でもあった）、約10億円の黒字を出したものの、その他のレースは皆赤字という状況で、結果として同年度は約2億円の赤字を計上してしまい、好条件が生かせず関係者に衝撃が走った。甲子園競輪場・西宮競輪場はともに人件費のほか施設保有者に競輪場借り上げ料を支払わなければならず（加えて西宮競輪場は組み立てバンクのため、バンクの組み立て・解体の費用も更にかかる）、他にも的中車券払戻金や選手賞金、自転車競技法に基づく上部団体への交付金などもあり、施行者の裁量で自由にできる部分が少ないことが最大のネックとなった。そして翌年度の事業収支予測は、2001年度が8億9000万円の赤字、2005年度には18億円にまで膨らむという最悪の結果が出た。
のち、一部のマスコミで甲子園競輪・西宮競輪の廃止が報道されたものの、一転存続に方針転換する。その後は交渉で施設使用料を25%減額することで施設保有者と合意したほか、いったん従業員を離職させた上で賃金を半額で再雇用し、さらに西宮競輪場とともに一部の発売窓口を閉鎖したりと、できる限りの経費削減を行ったものの、再度行った事業収支予測で再び、赤字予想の結果が出てしまう。西宮競輪のみを廃止し甲子園競輪に一本化する案も出たが、それでも収支の改善は見込めず、「黒字化の目途が立たない」として、当時事務組合の管理者でもあった西宮市長の山田知が2001年10月に撤退を決断した。後に主催者の兵庫県市町競輪事務組合が、財政難を理由に競輪事業からの撤退を正式に表明し、2002年3月の開催を最後に西宮競輪とともに廃止されることとなった。
甲子園競輪は、2002年3月17日から19日の開催をもって廃止された。最後の開催の優勝者は杉本達哉（79期・愛知、A級3班）であった。そして最終レース終了後、兵庫県市町競輪事務組合による挨拶のあと、地元選手がバンクからレース用ユニフォームをスタンドに投げ込んでファンに別れを告げた。
閉鎖後も施設自体はしばらく残り、競輪選手の練習場として、また阪神甲子園球場でのイベント開催時には臨時駐車場として活用された。だが、その後2002年末頃には隣の自動車学校ともども完全に閉鎖され、跡地は複数の不動産会社に売却された後、大規模分譲マンションや分譲戸建が建設され、現在に至っている。

### 甲子園競輪場と特別競輪・開設記念競輪
甲子園競輪場が開設された当時の現地周辺は、田圃だらけという郊外であった。だが、徐々に競輪場周辺まで宅地化の波が押し寄せ住宅が密集し出しただけでなく、車社会の到来で競輪場周辺でも交通渋滞に悩まされるようになり、周辺住民との軋轢がたびたび起こるようになった。
特に鳴尾事件の爪痕は非常に大きく、それが長きにわたり開設記念競輪でさえ開催できない状況を作ってしまっていた。
1969年に予定されていた特別競輪「全国都道府県選抜競輪」（現在の読売新聞社杯全日本選抜競輪の前身）の開催に際しては周辺住民から「競輪公害だ」として開催反対の住民運動が起こり、大会10日前になって中止されるというハプニングが起こった。以降1985年まで、他場では必ず行われている開設記念競輪すらも開催されることはなかった。
また、1988年にはKEIRINグランプリを関東以外で初めて開催することも一旦は決定しながら、やはり周辺住民への騒音対策や警備・施設面で不安が残るという理由で同年夏に開催返上するという経緯もあって、なかなか特別競輪とは縁遠かった。
その後、北側スタンド改築に併せてバックスタンド側にも特別観覧席を設置するなど施設の改善を図り、また周辺住民の理解も得られたことから、1999年には待望の特別競輪・第42回オールスター競輪の開催にこぎつけた（優勝者は神山雄一郎）。なお、この開催では台風接近で決勝戦が1日順延した関係で、決勝戦のテレビ中継は当初予定していたテレビ東京系列（地元ではテレビ大阪）では行われず、1日順延した翌日に地元のサンテレビが代替で発走直前の16時30分から16時50分の20分間で急遽中継した。ちなみに当時の特別競輪の決勝戦は古舘伊知郎が実況を担当していたが、1日順延した決勝戦もそのまま実況を担当した。

## ギャラリー

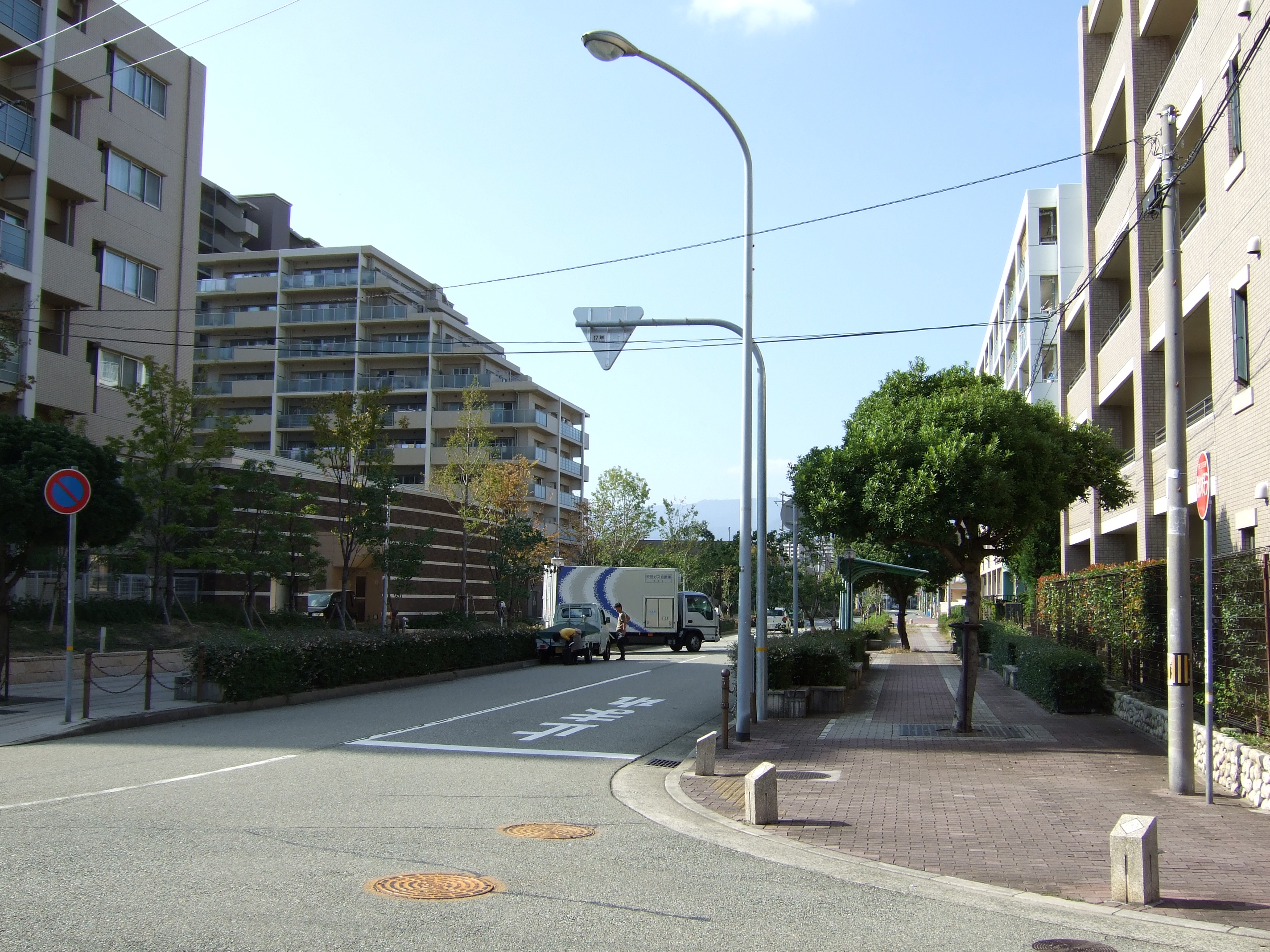
甲子園競輪場の跡地に建つ分譲マンション（左側）。道路右側歩道に写る屋根の部分が、かつて運行されていた甲子園駅ゆき無料送迎バス乗り場（屋根は撤去済み）。停車中のトラックの奥辺りが、かつての正門の位置。
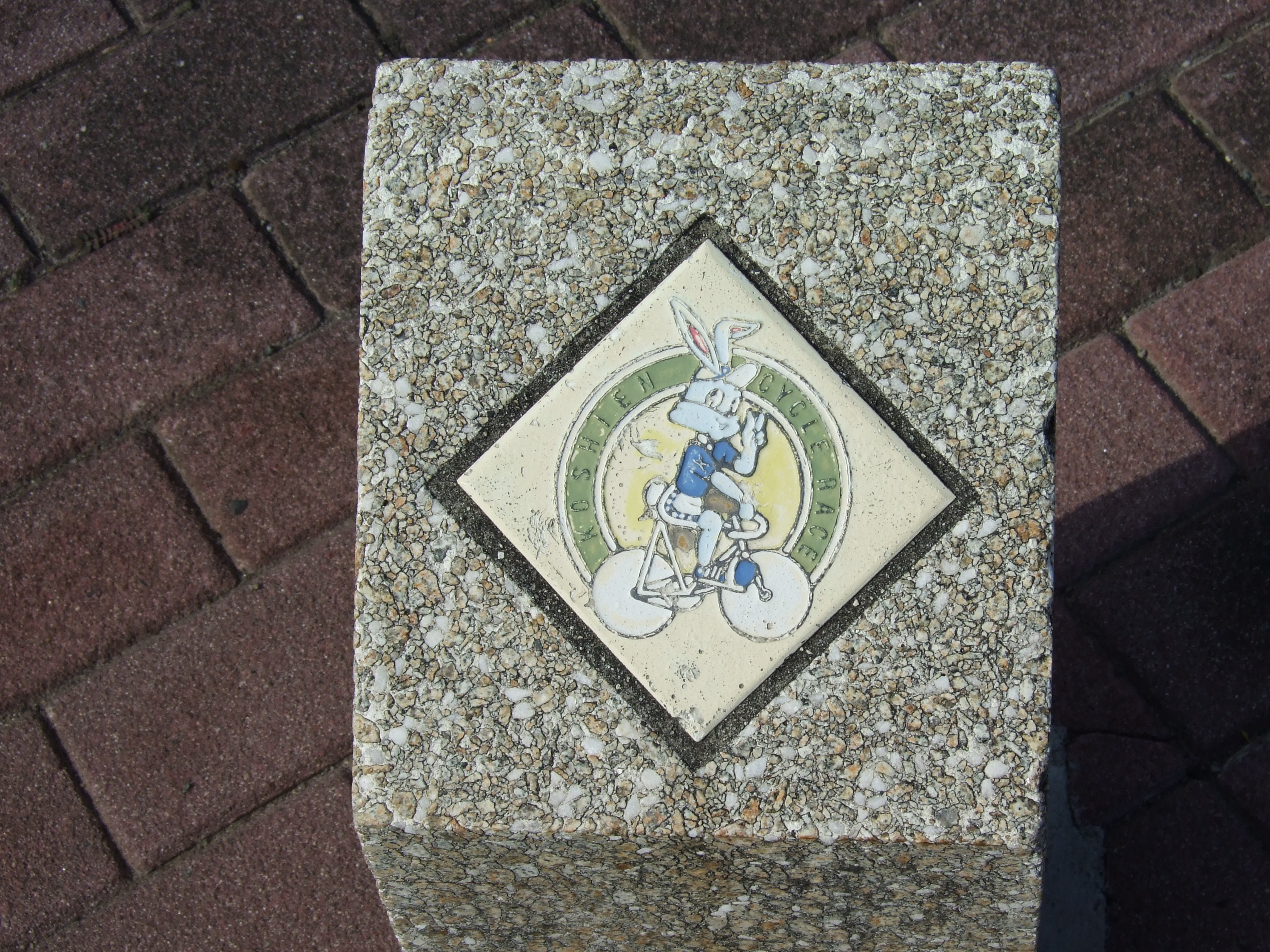
甲子園競輪場のマスコットキャラクター「キックル君」のマークが入ったモニュメント。競輪場跡地の北側の歩道に今も残る。
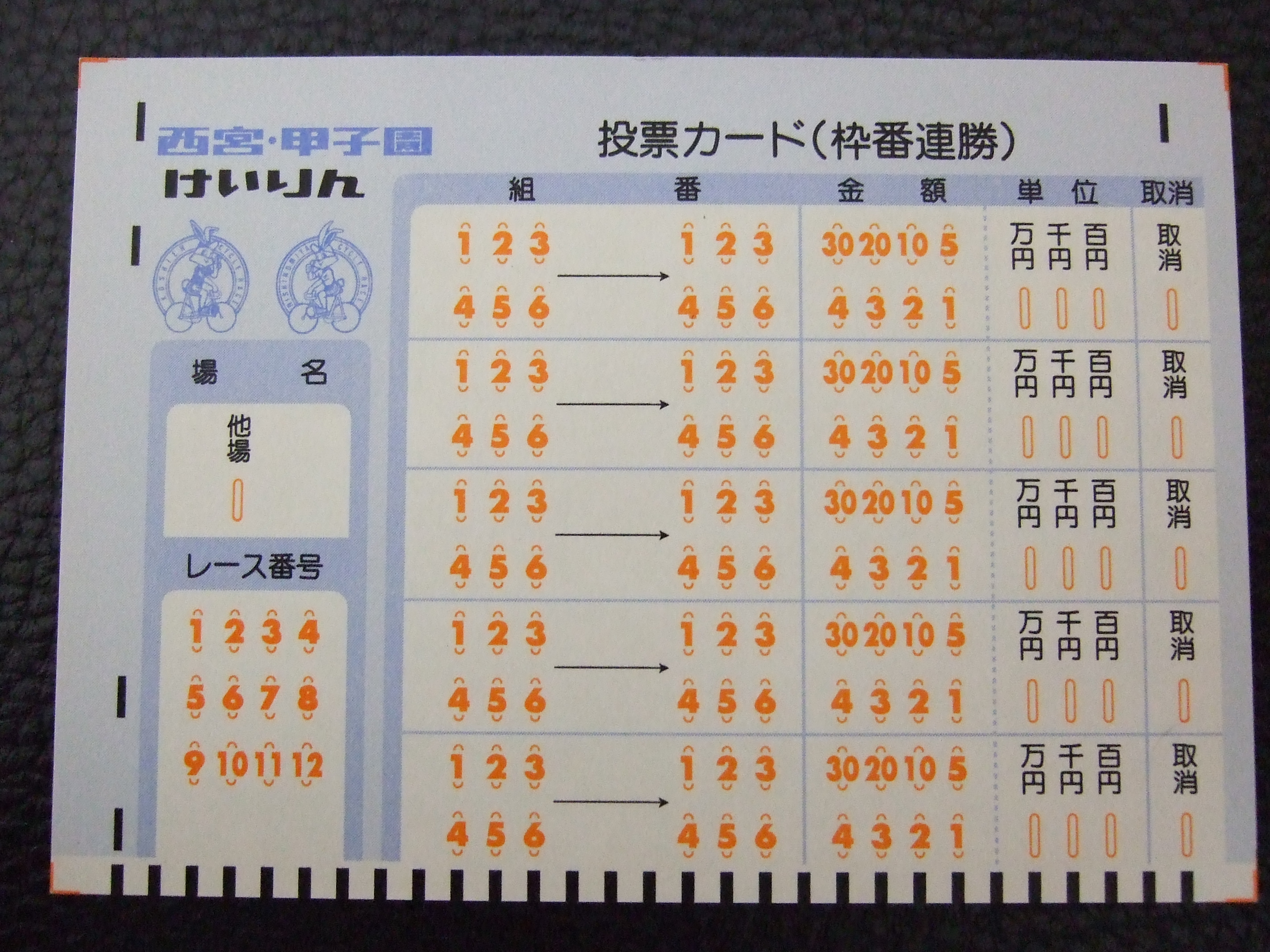
投票用マークカード。枠番連勝用。後に枠番連勝・車番連勝用に統合。
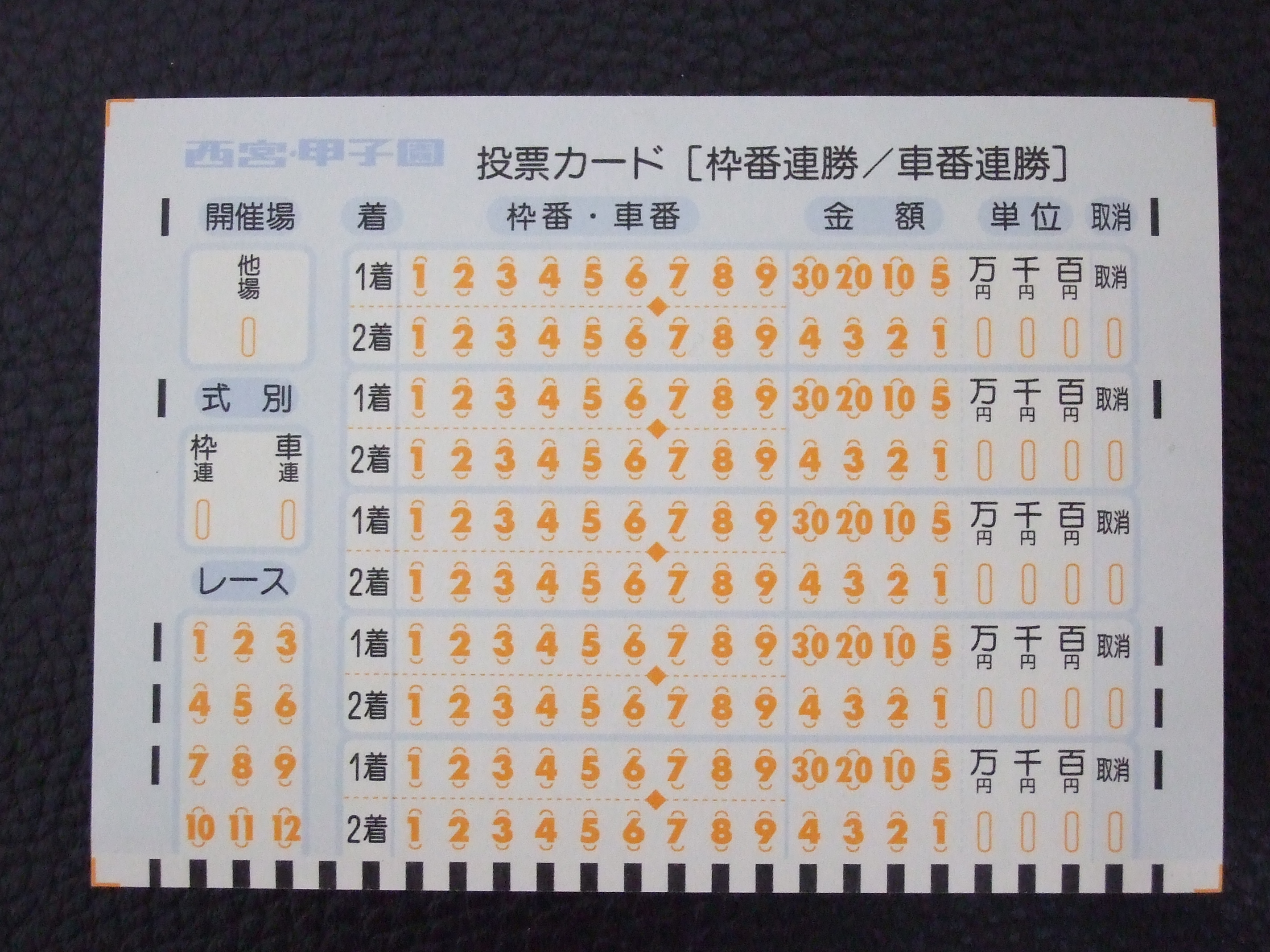
投票用マークカード。枠番連勝・車番連勝用。甲子園競輪廃止まで使用される。
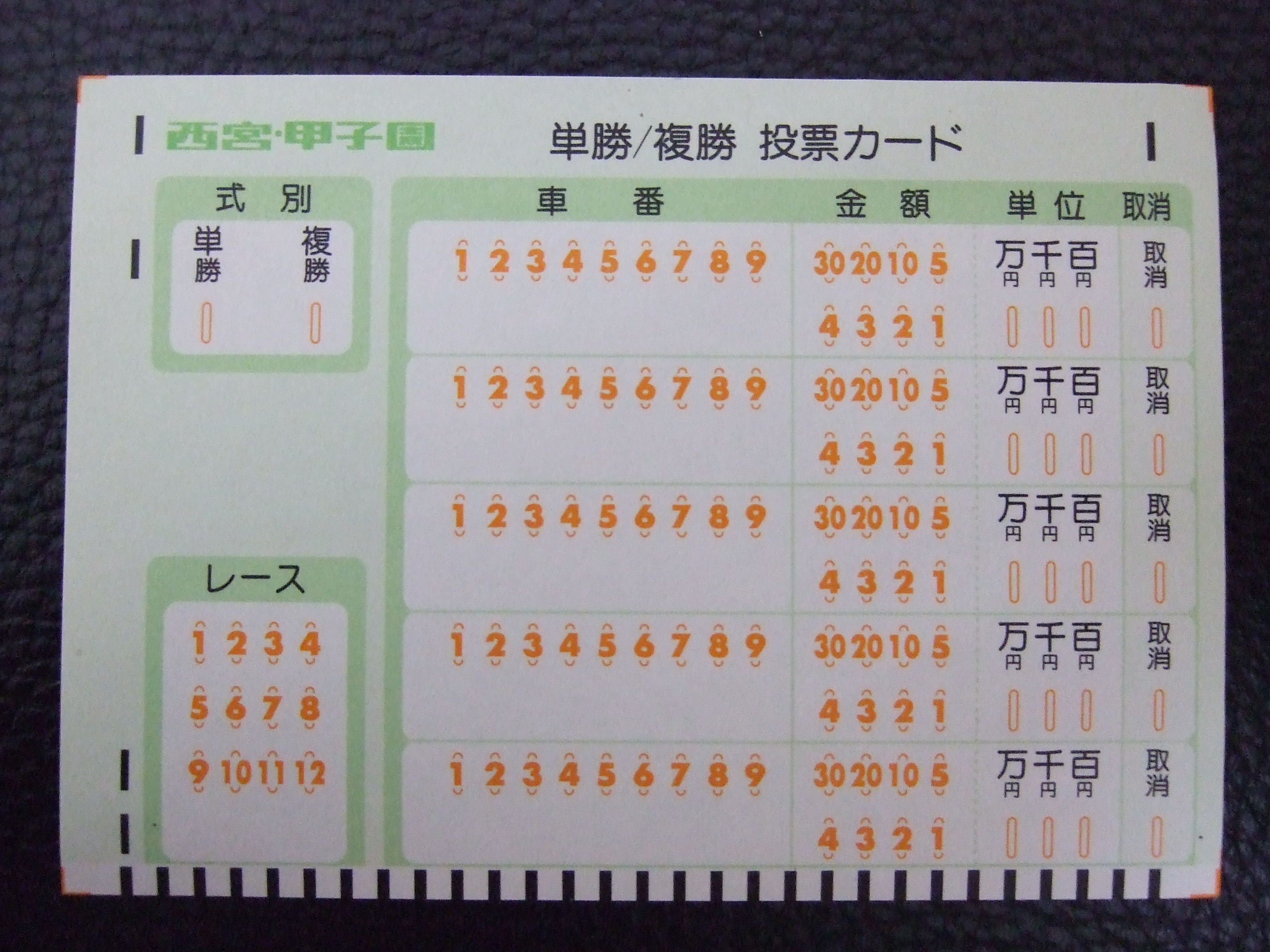
投票用マークカード。単勝・複勝用。車番連勝式車券導入時に廃止。